# ميغيل أنخيل تينا
ميغيل أنخيل تينا (بالإسبانية: Miguel Ángel Tena)‏ (17 يناير 1982 في إسبانيا - ) هو مدرب كرة قدم ولاعب كرة قدم إسباني في مركز الدفاع. لعب مع بوليديبورتيفو إيخيذو وراسينغ فيرول ونادي إلتشي ونادي فياريال ونادي قادش ونادي قرطبة ونادي لوغو ونادي ليفانتي.

## وصلات خارجية
- ميغيل أنخيل تينا على موقع قاعدة بيانات كرة القدم.إي يو (الإنجليزية)
- ميغيل أنخيل تينا على موقع Soccerway.com (الإنجليزية)
- ميغيل أنخيل تينا على موقع AS.com (الإسبانية)